# Кітцінген (район)
49°45′ пн. ш. 10°16′ сх. д. / 49.75° пн. ш. 10.26° сх. д.
Кітцінген (нім. Kitzingen) — район у Німеччині, у складі округу Нижня Франконія федеральної землі Баварія. Адміністративний центр — місто Кітцінген.
Площа району — 1012,28 км². Район поділяється на 31 громаду.

## Клімат
У Кітцінгені вологий континентальний клімат. Протягом року випадає значна кількість опадів, середньорічна норма опадів — 601 мм. Більша частина опадів випадає у липні, в середньому 72 мм.
Середньорічна температура в Кітцінгені становить — 9,3 °C.

## Адміністративний поділ
Район складається з 8 міст (нім. Städte), 11 торговельних громад (нім. Märkte), 6 об'єднань громад (нім. Verwaltungsgemeinschaften) та 12 громад (нім. Gemeinden):

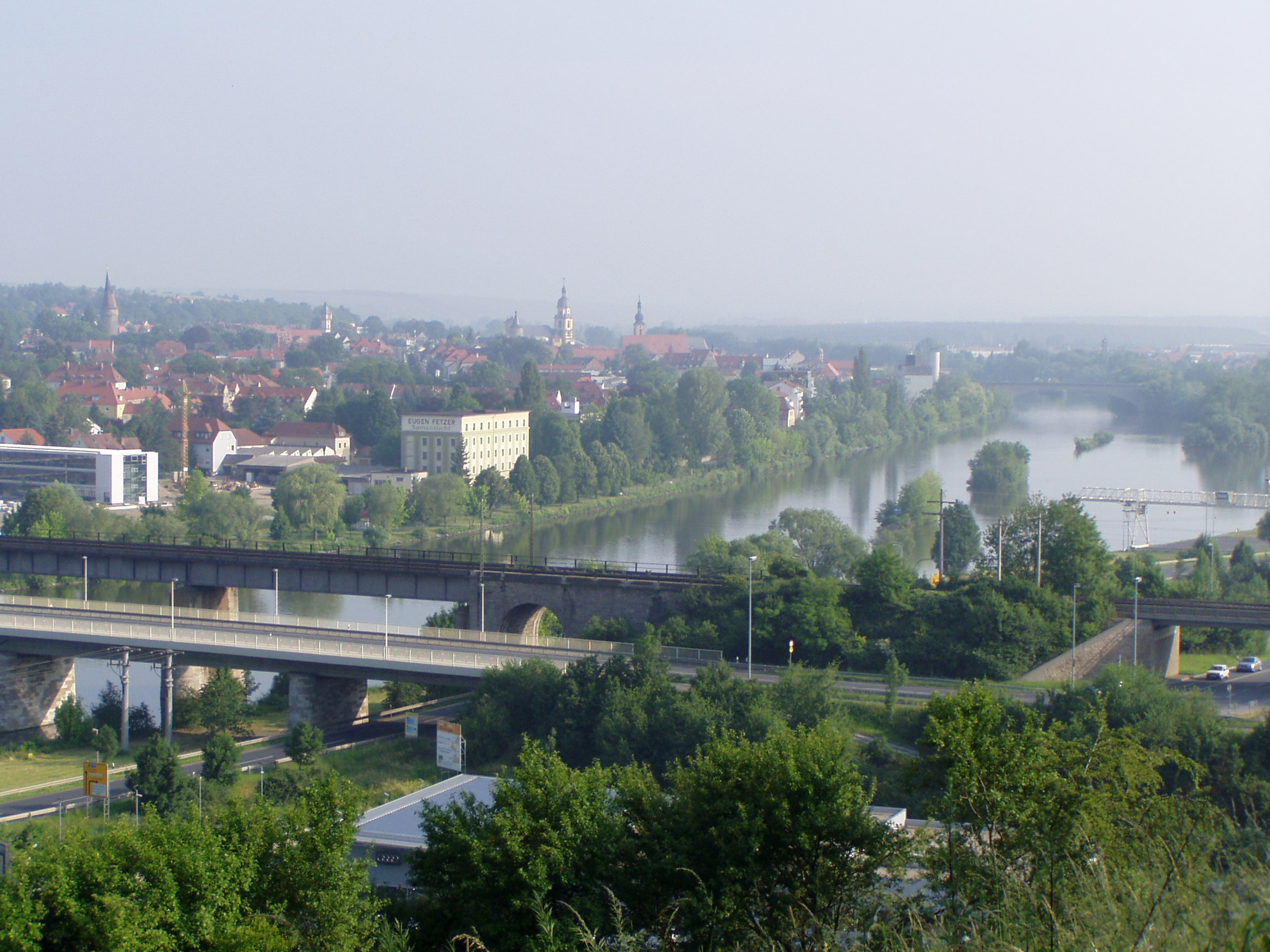
Кітцінген

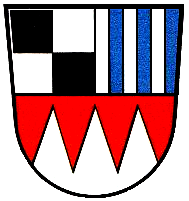
Старий герб Кітцінґена

| Міста 1. Деттельбах (7266) 2. Іпгофен (4725) 3. Кітцінген (22141) 4. Майнбернгайм (2283) 5. Марктбрайт (3973) 6. Марктстефт (1995) 7. Пріксенштадт (3057) 8. Фольках (8796) Торговельні громади 1. Абтсвінд (849) 2. Візентгайд (4918) 3. Вілланцгайм (1597) 4. Гайзельвінд (2532) 5. Ґросланггайм (1557) 6. Зайнсгайм (1086) 7. Кляйнланггайм (1670) 8. Маркт-Айнерсгайм (1195) 9. Обернбрайт (1726) 10. Рюденгаузен (876) 11. Шварцах-на-Майні (3618) | Громади 1. Альбертсхофен (2299) 2. Бібельрід (1188) 3. Бухбрунн (1095) 4. Візенбронн (1075) 5. Зегніц (821) 6. Зоммерах (1415) 7. Зульцфельд-на-Майні (1246) 8. Кастелль (851) 9. Майнштокгайм (1912) 10. Мартінсгайм (1036) 11. Нордгайм-на-Майні (1027) 12. Рьодельзеє (1871) Об'єднання громад 1. Управління Візентгайд 2. Управління Ґросланґгайм 3. Управління Іпгофен 4. Управління Кітцінґен 5. Управління Марктбрайт 6. Управління Фольках |

## Населення
Населення району, станом на 31 грудня 2014 року, становить 88 492 осіб.
| Рік       | 1840   | 1900   | 1939   | 1950   | 1961   | 1970   | 1987   | 1995   | 2000   | 2005   | 2008   | 2012   | 2013   |
| --------- | ------ | ------ | ------ | ------ | ------ | ------ | ------ | ------ | ------ | ------ | ------ | ------ | ------ |
| Населення | 58.410 | 58.496 | 63.675 | 85.937 | 78.812 | 81.074 | 79.304 | 87.386 | 88.986 | 89.501 | 88.976 | 87.899 | 88.097 |